# Partido del Poder Popular (Singapur)
El Partido del Poder Popular (en inglés: People's Power Party; en chino: 人民力量党; pinyín: Rénmín Líliàng Dǎng; en malayo: Parti Kuasa Rakyat; en tamil: மக்கள் சக்தி கட்சி) es un partido político singapurense de ideología socialista. Fue registrado el 15 de mayo de 2015 y tuvo su primer congreso oficial el 16 de julio. Su líder es Goh Meng Seng. Participó en las elecciones de 2015 y 2020, sin conseguir escaños.
Ideológicamente, el partido apoya el socialismo democrático y tiene una filosofía basada en la teoría de los Tres Principios del Pueblo, adaptada a tiempos modernos. El PPP aboga por la separación de cinco poderes (incluyendo social, cultura, política, economía) y un desarrollo más equilibrado de Singapur.